# Slo Burn
Slo Burn var ett kortlivat amerikanskt stonerrockband som bildades 1996 i Kyuss kölvatten. De släppte bara en EP, Amusing the Amazing, innan de splittrades. Bandet bestod av Damon Garrison, Chris Hale, Brady Houghton och John Garcia, och turnerade med Ozzfest 1997 innan de splittrades mot slutet av turnén.

## Medlemmar
- John Garcia – sång (1996–1997)
- Chris Hale – gitarr (1996–1997)
- Damon Garrison – basgitarr (1996–1997)
- Brady Houghton – trummor (1996–1997)

## Diskografi
Demo
- Slo Burn (1996)

EP
- Amusing the Amazing (1996, Malicious Vinyl)